# ادبیات تطبیقی
ادبیات تطبیقی یا هم‌سنجشی شاخه‌ای از نقد ادبی است که از روابط ادبی ملل و زبان‌های مختلف و از تعامل میان ادبیات ملت‌ها با یکدیگر سخن می‌گوید؛ در اصطلاح، حوزهٔ مهمی از ادبیات است که به بررسی و تجزیه و تحلیل ارتباط‌ها و شباهت‌های بین ادبیات، زبانها و ملیت‌های مختلف می‌پردازد. به‌طور کلی انواع تأثیرات زبانی و حوزه‌های پژوهش در ادبیات فارسی، به دو بخش تقسیم می‌شود:
- اثرگذاریِ ادبیات ایران بر دیگر ملت‌ها
- تأثیر ادبیات دیگر ملت‌ها بر ادبیات فارسی[۲]

مانند تأثیر فردوسی بر متیو آرنولد انگلیسی و تأثیر حافظ بر گوته.

## تاریخچه
ادبیات تطبیقی، از شاخه‌هایی است که با رونق گرفتن نقد ادبی در قرن نوزدهم در فرانسه شکل گرفته‌است. می‌توان گفت، شیوهٔ نوین پژوهش تطبیقی ادبیات در سده‌های گذشته پدید آمده‌است. هرچند دربارهٔ این‌که چه کسی نخستین بار از این اصطلاح بهره برده‌است دادهٔ گویایی در دست نیست اما برخی، فرانسوا ویلمن را پیشگام در این‌گونه پژوهش‌های ادبی به‌شمار آورده‌اند.

## ادبیات تطبیقی در ایران
ادبیات تطبیقی یکی از رشته‌های نوی دانشگاهی در ایران است که در سال ۱۳۱۳ توسط فاطمه سیاح در دانشگاه تهران بنیان گذاشته شده‌است.

### همایش ادبیات تطبیقی
نخستین «همایش ادبیات تطبیقی در دههٔ کنونی و چشم‌اندازهای آن» در خرداد سال ۱۳۹۱ در تالار مولوی دانشکده ادبیات و علوم انسانی دانشگاه شهید بهشتی برگزار شده‌است.

## نشریات مربوط به ادبیات تطبیقی
- ادبیات تطبیقی (نشریه) ضمیمه نامه فرهنگستان
- فصلنامه ادبیات تطبیقی، دانشگاه شهیدباهنر کرمان